# Perizoma complicata
Perizoma complicata là một loài bướm đêm trong họ Geometridae.